# Campeonato Sergipano de Futebol de 1966
O Campeonato Sergipano de Futebol de 1966 foi a 43º edição da divisão principal do campeonato estadual de Sergipe. O campeão foi o América de Propriá que conquistou seu 1º título na história da competição.

## Premiação
| Campeonato Sergipano de 1966           |
| Propriá                                |
| -------------------------------------- |
| América de Propriá Campeão (1º título) |